# August Köhler (Pädagoge)

Köhler

August Köhler (* 9. September 1821 in Traßdorf; † 22. April 1879 in Gotha) war ein Gothaer Kindergartenpädagoge und Nachfolger von Friedrich Wilhelm August Fröbel.

## Biografie und Wirken
August Köhler, getauft auf die Namen Ernst August Heinrich Anton, wuchs in seiner frühesten Kindheit in sehr bescheidenen Verhältnissen auf. Sein Vater, der Dorfschullehrer Michael Friedrich Köhler, konnte seine sieben Söhne nur schlecht und recht ernähren. Deswegen wurde August, der dritte Sohn, vom 4. Lebensjahr an nach Dietendorf (heute Neudietendorf) zu einer verheirateten, jedoch kinderlos gebliebenen Schwester des Vaters gegeben. Der sensible und musikalisch begabte Junge hätte die Landwirtschaft der Zieheltern übernehmen sollen. Doch der junge Mann entschied sich für den Lehrerberuf, trotz der Drohung seiner Pflegeeltern, ihn zu enterben.
1846 erhielt er seine erste Anstellung an der von Christian Gotthilf Salzmann begründeten Erziehungsanstalt in Schnepfenthal. Hier erfuhr er erstmals von Friedrich Fröbel und seiner Pädagogik. Ein älterer Kollege sang ihm Fröbels Balllieder vor und gab dazu einige Erläuterungen, was diese Pädagogik damit zu bezwecken suchte. Aber August Köhler teilte nicht die Ansicht seines Mitarbeiters und hielt dies Alles für eitel Firlefanz und Spielerei (Witter 2006, S. 13). Zwei Jahre später kam der Pädagoge als Elementarlehrer der städt. Knabenbürgerschule nach Gotha. Dort wandte er sich verstärkt der Lehre Friedrich Fröbels und der Förderung des Fröbelschen Kindergartens zu. August Köhler bezeichnete sich als „neuen Fröbelianer“: er analysierte die Fröbelsche Theorie, bewertete sie kritisch, übernahm grundlegende Gedanken in seine Kindergartenpädagogik und erweiterte diese aus der Sicht eines Schulpädagogen. So kann man von einer eigenständigen Köhler-Kindergartenpädagogik sprechen.
August Köhler war 1863 Initiator, Mitbegründer und Vorsitzender des „Deutschen Fröbelvereins“ zunächst für Thüringen, aus dem 1872 der „Allgemeine Fröbelverein“ und ein Jahr später, 1873, der „Deutsche Fröbelverband“ hervorging. Ferner war er Mitbegründer der Zeitschrift Kinder Garten Bewahr-Anstalt und Elementar-Klasse, die er bis zu seinem Tod herausgab.
Der Pädagoge trug wesentlich dazu bei, dass der Kindergarten und die Ausbildung von Kindergärtnerinnen vor und nach der Aufhebung des Verbotes der Kindergärten 1860 durch Preußen auf eine gesetzliche Grundlage gestellt werden konnte. Auch versuchte er die Idee des Kindergartens im Ausland publik zu machen. Deswegen reiste er beispielsweise nach Österreich-Ungarn und Russland, wo er Vorträge hielt und die Errichtung von Fröbelschen Kindergärten förderte. So wurde 1870 in der Zeitschrift Kinder Garten Bewahr-Anstalt und Elementar-Klasse über Köhlers erfolgreichen Einsatz in Moskau berichtet: Die Vorsteherin der Kleinkinderabtheilung des kaiserlichen Erziehungshauses in Moskau beabsichtigt, das Prinzip des Kindergartens dort einzuführen, und Frl. C. Gehrke (die Leiterin eines benachbarten Fröbelkindergartens) wird Alles aufbieten, dieser Einrichtung Vorschub zu leisten. Aus dem Seminar zu Gotha wird überdies noch eine den Verhältnissen entsprechende Kraft dorthin abgesandt (zit. n. Reichel 2000, S. 56).
August Köhler war der erste Direktor einer Ausbildungsstätte in Gotha, der auf der Grundlage des neuen Schulgesetzes des Großherzogs Ernst II. von Sachsen-Coburg und Gotha, § 41, an seiner Anstalt auch Lehrerinnen ausbilden durfte, die gleichberechtigt neben den Lehrerkollegen in Volks-, Mittel- und höheren Töchterschulen eine Anstellung erhalten konnten. Er schuf so seit 1857 durch seine zielstrebige Ausbildung des weiblichen Geschlechts in seinen Anstalten die Grundlage für die Durchsetzung der Rechte der Frauen auf Gleichbehandlung bei einer Anstellung in einer Schule. Das war eine bedeutende historische Errungenschaft auf dem Wege der weiteren Emanzipation der Frauen.
Bis zu einer staatlichen Anerkennung der Ausbildung von Kindergärtnerinnen mussten aber noch Jahrzehnte nach Köhlers Tod vergehen. Erst im Jahre 1908 und 1911 wurden die ersten staatlichen gesetzlichen Regelungen herausgegeben. Am Inhalt dieser Bestimmungen zur Ausbildung von Kindergärtnerinnen und an der Durchsetzung dieser hatte der Deutsche Fröbelverband wesentlichen Anteil, der von August Köhler ins Leben gerufen worden war.
August Köhler war seit 1849 mit Auguste Aghte verheiratet, die er im "Witternschen Hof", der Schule von Neudietendorf, kennen gelernt hatte und die ihrem Manne bei dessen erzieherischen Unternehmungen eine stets bewährte Helferin blieb (Reichel 2000, S. 45). Aus der als glücklich geltenden Ehe  gingen zwei Kinder hervor.

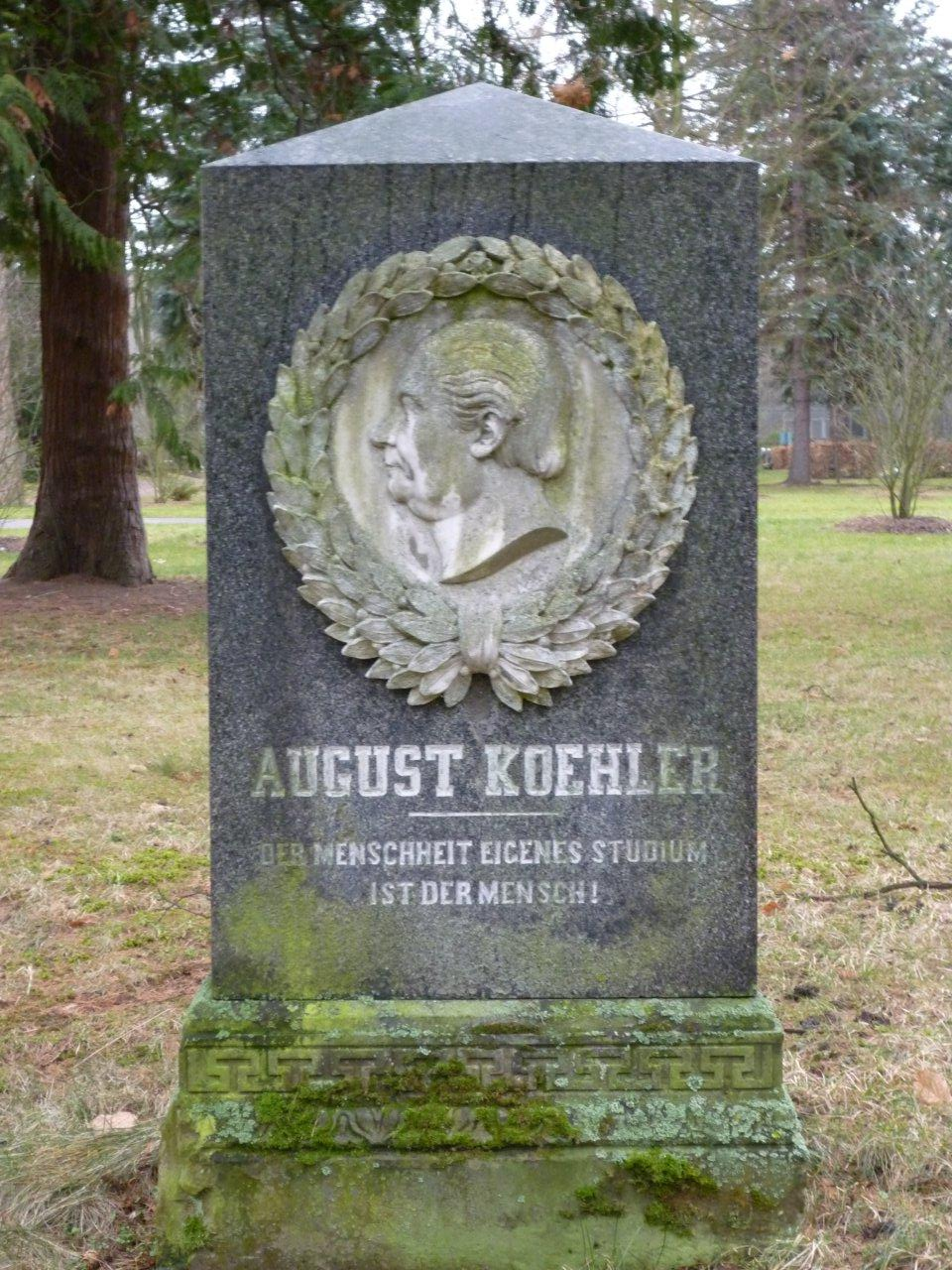
Grabstein von August Köhler auf der „Fläche für erhaltungswürdige Grabmale“ des Gothaer Hauptfriedhofs

Der Pädagoge starb am 22. April 1879. Seine letzte Ruhestätte fand er auf dem Gothaer Friedhof. In seinen Grabstein ritzte man  folgende Worte, die Grundlage und Leitmotiv seines Lebens und Wirkens waren:
Der Menschheit eigenes Studium ist der Mensch!

## Werke (Auswahl)
- Das Faltblatt für die Schüler der beiden ersten Schuljahre. Verlag Hermann Böhlau, Weimar 1861
- Die Bewegungsspiele des Kindergartens. Verlag Hermann Böhlau, Weimar 1862
- Das Flechtblatt, Verlag Hermann Böhlau, Weimar 1863
- Der Kindergarten in seinem Wesen dargestellt. Verlag Hermann Böhlau, Weimar 1868.
- mit Fr. Schmidt und Fr. Seidel unter Mitwirkung des Deutschen Fröbel-Vereins: Kinder-Garten, Bewahr-Anstalt und Elementar-Klasse. Zeitschrift, 11. Jahrgang, (Autobiographiebroschüre, Nr.: Goth. 170/18), Verlag Hermann Böhlau, Weimar 1871.
- Neue Erziehung. Verlag Hermann Böhlau, Weimar 1872
- Winke für angehende Fröbelvereine. Verlag Hermann Böhlau, Weimar 1874
- Buch der Erzählungen. Verlag Hermann Böhlau, Weimar 1876.
- Die Praxis des Kindergartens. 3 Bde., Verlag Hermann Böhlau, Weimar 1878–1907.